# Butch James
Andrew David "Butch" James (Johannesburgo, 8 de enero de 1979) es un exjugador sudafricano de rugby que se desempeñaba como apertura. Representó a los Springboks de 2001 a 2011 y fue parte del equipo que se consagró campeón de la Copa Mundial de Francia 2007.

## Biografía
Butch James nació el 8 de enero de 1979 en Johannesburgo, Gauteng, Sudáfrica y Fue escolarizado en el Maritzburg Colegio en Pietermaritzburg, KwaZulu-Natal. Aunque su primer nombre es Andrew David, ha sido conocido como "Butch" ya que su abuela le puso el apodo cuando era un bebé.

## Carrera
James jugó para el Natal Sharks en la Currie Cup y para el Sharks en el Super 12 y en el Super 14. Ha jugado dos veces en la final del Super Rugby para los sharks, estuvo en el bando perdedor en ambas ocasiones: en el 2001 en la final del Super 12, cuando los Sharks perdieron 36-6 a los ACTO Brumbies, James desaparecido en pena de cuatro intentos en la primera mitad; en 2007 perdieron 19-20 ante los Bulls.
Su carrera con los Sharks y los Springboks se vio obstaculizado por una lesión. En 2002, sus apariciones se limitaron tras la cirugía de la rodilla. En la temporada 2004 del Super 12, que desempeñó en cada juego de los Sharks, Hizo recordar a algunos para la selección nacional [1] hasta que una lesión en los ligamentos de la rodilla izquierda a los 12 minutos en el último partido, contra los Stormers, terminó su temporada y lo mantuvo fuera del rugby durante seis meses.
A pesar de su historial de lesiones, James tiene la reputación de ser un agresivo tackler y un excelente pateador. Temprano en su carrera fue penalizado con frecuencia por peligrosas abordes, en particular, al abordar por encima del hombro, con un brazo giratorio. En su segunda prueba, en contra de Francia, fue citado, y suspendido, por una toma fuera del balón golpeando al ala francés David Bory, y tres pruebas más tarde, contra Australia, también fue sancionado. Más recientemente ha mejorado su técnica de lucha y ahora es menos propenso a conceder sanciones.
Se anuncia el 9 de julio de 2007 que había firmado un contrato con dos años para jugar en el bath aunque continúa siendo elegible para jugar para la Springboks.

## Selección nacional
Tras la finalización de la temporada 2001 del Super 12, se le incluyó en el equipo de los Springboks y debutó en Sudáfrica en medio una victoria 32-23 a Francia en el Ellis Park. En el siguiente ensayo, también contra Francia, contribuyó penas de cinco goles en la victoria 20-15 en Durban, pero más tarde fue citado y suspendido, es por eso la falta en Sudáfrica para el próximo partido, contra Italia. Regresó para el Tres Naciones Serie 2001 y comenzó a volar en medio de cada juego, aunque Sudáfrica solo logró ganar un partido - 20-15 contra Australia en Durban.
James fue parte de los Springboks en noviembre de 2002, y fue reserva de una prueba en contra de Francia en el Stade Velodrome en Marsella, y posteriormente se trasladó a volar a partir de un medio de prueba contra Escocia. Fue cambiado al interior de centro para el siguiente partido contra Inglaterra. Sudáfrica perdió todos los partidos de final de temporada.
James se incluyó en la escuadra de los Springboks en el Tres Naciones 2006 Serie, tocando en la 35-17 en la derrota ante los All Blacks en Wellington, así como en el siguiente partido, contra Australia en Sídney, que los Springboks perdieron 20-18. James hizo un impacto en la primera mitad, aunque uno de sus tiros de campo cruz fue interceptado y llevado por Mark Gerrard. También fue seleccionado para el fin de año viaje a Irlanda e Inglaterra.
Después de haber sido omitido de la plantilla para el partido contra Irlanda, James se inició en el primer partido contra Inglaterra. En la primera mitad, anotó un intento con la ayuda de Jean de Villiers, y al comienzo de la segunda mitad creó un intento para Springbok ala Akona Ndungane, el primero de su carrera. A pesar de que anotó 14 puntos (un intento, dos penales, y una conversión), Sudáfrica perdió el juego en sentido estricto, 23ra-21.ª, y James tuvo que ser sustituido tras sufrir otra lesión en la rodilla, lo que significa que se perdió la victoria de Sudáfrica 14-25 en la segunda prueba en contra de Inglaterra.

### Participaciones en Copas del Mundo
James fue nombrado Springbok en el escuadrón de la Copa del Mundo de Rugby 2007 y fue titular por encima de André Pretorius en tres partidos de fase de grupos y en todos los juegos de la fase final. En la final contra Inglaterra, su compostura y la capacidad de anular el impacto de su homólogo, Jonny Wilkinson, ayudó a ganar a Sudáfrica 15-6 y así consagrarse Campeón del Mundo.
| Mundial                       | Sede          | Resultado        | PJ | Tries |
| ----------------------------- | ------------- | ---------------- | -- | ----- |
| Copa Mundial de Rugby de 2007 | Francia       | Campeón          | 6  | 1     |
| Copa Mundial de Rugby de 2011 | Nueva Zelanda | Cuartos de final | 1  | 0     |

## Palmarés
- Campeón de la Copa Desafío de 2007/08.
- Campeón de la Currie Cup de 2011 y 2013.